# Ensino da engenharia
O ensino de engenharia, o ensino moderno de engenharia ou a educação em engenharia é a formação em nível superior para lidar com o fenômeno da Engenharia, considerada cada uma de suas especialidades.
Inicialmente restrita à engenharia civil, na atualidade, as engenharias nas suas mais diversas especialidades contribuem para fornecer o instrumental prático, e eventualmente teórico, para aplicação do conhecimento científico, econômico, social e prático, com o intuito de inventar, desenhar, construir, manter e melhorar estruturas, máquinas, aparelhos, sistemas, materiais e processos. 
Aqueles que concluem a graduação ou licenciatura ou primeiro ciclo em Engenharia recebem o título de engenheiro. 

## História

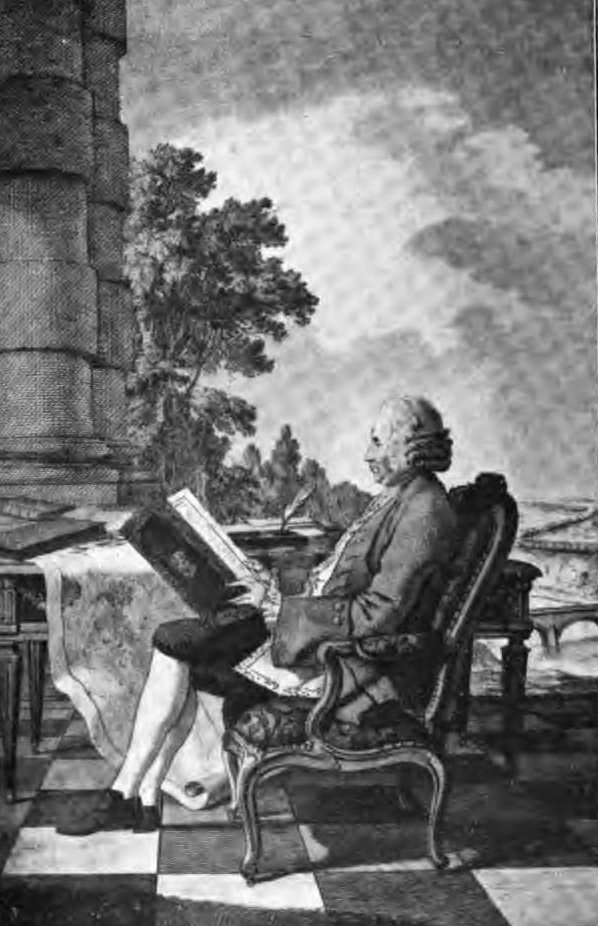
Daniel-Charles Trudaine, engenheiro e fundador da École Royale des Ponts et Chaussées.

É difícil determinar quais eram as mais antigas escolas de engenharia, uma vez que o ensino de matérias que hoje fazem parte da engenharia vem já desde a antiguidade. Todavia, segundo os padrões modernos podem apontar-se as seguintes escolas precursoras deste ensino:
1. École Royale des Ponts et Chaussées - fundada em 1747 em Paris, França;
2. Bergakademie Freiberg - fundada em 1765 em Freiberg, Saxónia (hoje Alemanha);
3. Academia de Minería y Geografía Subterránea de Almadén - fundada em 1777, em Almadén, Espanha;
4. Stavovská inženýrská škola - fundada em 1787, em Praga, Boémia (hoje República Checa);
5. Academia Real de Fortificação, Artilharia e Desenho - fundada em 1790 em Lisboa, Portugal;
6. Real Seminario de Minería - fundado em 1792, no México;
7. Real Academia de Artilharia, Fortificação e Desenho - fundada em 1792, no Rio de Janeiro, Brasil;
8. École Polytechnique - fundada em 1794 em Paris, França;
9. Kaiserlich-Königlich Polytechnisches Institut - fundado em 1815, em Viena, Áustria;
10. Polytechnische Schule Karlsruhe - fundada em 1825 em Karlsruhe, Baden (hoje Alemanha).

Até ao século XX, na maioria dos países, o ensino da engenharia era realizado em escolas superiores especializadas não universitárias, uma vez que tradicionalmente o ensino das universidades se concentrava em áreas como as humanidades, a medicina e o direito. Na atualidade, além de continuar a ser realizado em instituições especializadas, o ensino da engenharia é já realizado na maioria das grandes universidades.
Na maioria dos países, os cursos que dão acesso à profissão de engenheiro têm uma duração mínima de quatro ou cinco anos. Nos países cujos sistemas de ensinos seguem os moldes do Processo de Bolonha, a formação de um engenheiro implica a realização do 2º ciclo do ensino superior, incluindo normalmente um total de cinco anos de estudos e a realização de uma dissertação, tese ou estágio final. Em alguns destes países, a conclusão do 1º ciclo de um curso superior de engenharia poderá dar acesso à profissão de engenheiro técnico ou de técnico de engenharia.

## Principais faculdades de engenharia no mundo
De acordo com o ranking feito pela QS, as principais faculdades de engenharia do mundo são:
| Posição | Instituição de ensino superior de engenharia            | País           |
| ------- | ------------------------------------------------------- | -------------- |
| 1       | Massachusetts Institute of Technology (MIT)             | Estados Unidos |
| 2       | Universidade de Stanford                                | Estados Unidos |
| 3       | Universidade de Cambridge                               | Reino Unido    |
| 4       | Instituto Federal de Tecnologia de Zurique (ETH Zurich) | Suíça          |
| 4       | Universidade Tecnológica de Nanyang (NTU)               | Singapura      |
| 6       | Universidade de Oxford                                  | Reino Unido    |
| 7       | University of California, Berkeley (UCB)                | Estados Unidos |
| 8       | Imperial College London                                 | Reino Unido    |
| 9       | National University of Singapore (NUS)                  | Singapura      |
| 10      | Universidade Tsinghua                                   | China          |
| 11      | Universidade Harvard                                    | Estados Unidos |
| 12      | Escola Politécnica Federal de Lausana                   | Suíça          |
| 13      | Instituto de Tecnologia da Geórgia                      | Estados Unidos |
| 14      | Instituto de Tecnologia da Califórnia (Caltech)         | Estados Unidos |
| 15      | Universidade Técnica de Delft                           | Países Baixos  |

Quanto ao mundo lusófono, utilizando os dados do ranking feito pela QS relativo ao ano de 2021, as principais faculdades de engenharia desse universo linguístico são:
| Posição neste segmento | Posição global | Instituição de ensino superior de engenharia  | País     |
| ---------------------- | -------------- | --------------------------------------------- | -------- |
| 1                      | 86             | Universidade de São Paulo (USP)               | Brasil   |
| 2                      | 134            | Universidade Estadual de Campinas (UNICAMP)   | Brasil   |
| 3                      | 178            | Universidade do Porto                         | Portugal |
| 4                      | 188            | Universidade Federal do Rio de Janeiro (UFRJ) | Brasil   |
| 5                      | 194            | Universidade de Lisboa                        | Portugal |

## Ensino de engenharia no mundo lusófono
Antes exclusivo em Portugal, e, aos poucos sendo disseminado pelo Ultramar Português, denominação utilizada para se referir às antigas colônias lusitanas, o ensino em engenharia hoje se encontra em todos os países de língua portuguesa.

### Angola
Durante muito tempo devido a colonização portuguesa, o desenvolvimento tecnológico e naturalmente da engenharia em Angola demorou mais do que em outros países ao redor do planeta. A partir da realização da Conferência de Berlim, finalizada em 1885, com objectivo primário de organizar por meio de regras a ocupação de África pelas potências coloniais, para garantir a ocupação do território, Portugal foi obrigada a desenvolver essencialmente e gradualmente a engenharia civil em sua colônia ultramar de Angola com a construção de cidades, aldeamentos, residências, estradas e pontes em todo território sob a sua jurisdição.
Com o fim da Segunda Guerra Mundial, verificou-se um grande desenvolvimento nas ciências agrárias e na mineração no nosso país. Os engenheiros na altura eram todos formados maioritariamente em Portugal, visto que em Angola não existiam instituições de ensino superior, nem universidades, nem escolas, nem institutos superiores. Sendo a base da economia angolana a agricultura, o ensino da engenharia servia essencialmente as interesses coloniais.
A partir de 1970, Angola encontra-se num período de grande expansão industrial, tendo em conta a realidade colonial. A introdução de novos métodos e técnicas de produção na indústria, num país que à luz das potências coloniais era considerado menos evoluído, exigiu profissionais com novos perfis, incluindo o engenheiro.
O crescimento de Angola na época colonial, aliada à necessidade de Portugal poder competir com outros países, e a pressão que Portugal sentia na altura para que Angola pudesse formar os seus próprios quadros, particularmente engenheiros, fez com que em 1962 fossem criados os Estudos Gerais Universitários em Angola, precisamente na cidade de Luanda, sendo este o embrião do ensino superior no país. Nessa altura, começa a funcionar o curso de agronomia (equivalente à Engenharia Agronômica) com muito poucos estudantes e com acesso limitado para angolanos.
Em 1965 na província do Huambo, foram criados o curso de agronomia (equivalente à Engenharia Agronômica) e de silvicultura (equivalente à Engenharia Florestal).
Em 1968, os Estudos Gerais de Angola transformam-se em Universidade de Luanda, hoje Universidade Agostinho Neto (UAN) designação adoptada em 1985. Esta Universidade passou a abrigar a principal instituição de ensino do país, a Faculdade de Engenharia da UAN em Luanda, a qual adopta oito cursos de engenharia. 
Em 1974, os cursos de silvicultura e de agronomia na província do Huambo vêm a integrar a Universidade de Nova Lisboa que futuramente viria se tornar a atual Universidade José Eduardo dos Santos (UJES).
Em 2009, com o redimensionamento da UAN, tendo como base a estratégia do Executivo de levar o ensino superior a todo o espaço territorial, foram criadas mais seis universidades públicas, surgiu um aumento significativo de instituições de ensino superior privadas. 
Actualmente, o quadro apresenta 62 instituições de ensino superior a funcionar, para além de outras que seguem os seus trâmites de legalização. Este panorama permitiu o aumento gradual de engenheiros no país.
O ensino de engenharia em Angola compreende cursos de licenciatura, de mestrado e um curso de doutoramento. O curso de doutoramento existente é o Programa de Doutoramento em Engenharia Química mantido pela Universidade Agostinho Neto, em Luanda.
De acordo com o professor angolano Orlando Manuel José Fernandes da Mata, existe em Angola um grande défice na formação de engenheiros praticamente em todas as áreas. Anualmente, o número de candidatos aos cursos de engenharia é inferior ao número dos candidatos que optam pelas ciências sociais ou ciências humanas, acrescendo-se a essa realidade o número elevado de desistências de estudantes dos cursos de engenharia nos primeiros anos de frequência académica, aliando o número reduzido dos que conseguem chegar ao fim do curso.

### Brasil
Especula-se que o ensino da engenharia no Brasil tem origem em 1699, quando o rei D. Pedro II de Portugal ordena a criação de aulas de fortificação em vários pontos do Ultramar Português. O objetivo desta medida real seria a de formar técnicos de engenharia militar nos territórios ultramarinos, de modo a que estes estivessem menos dependentes de engenheiros vindos do Reino. Em território brasileiro, foram criadas estas aulas na capital colonial Salvador, na cidade do Rio de Janeiro e na cidade do Recife.
No entanto, o surgimento da primeira instituição de ensino a ministrar cursos de engenharia, segundo os moldes modernos, teria sido a Real Academia de Artilharia, Fortificação e Desenho, instituição fundada em 1792 no Rio de Janeiro pela rainha D. Maria I de Portugal, segundo o modelo da academia com o nome semelhante existente em Lisboa. Esta instituição de ensino de origem colonial teria dado origem, respectivamente, à atual Escola Politécnica do Rio de Janeiro (pertencente à UFRJ) e ao atual Instituto Militar de Engenharia (IME), de modo que ambas reivindicam o título de sucessoras daquela Academia, razão pela qual teriam sido as mais antigas escolas de engenharia das Américas.
No Brasil, o ensino de engenharia se desenvolve em nível de graduação e de pós-graduação (mestrado e doutorado).

### Portugal

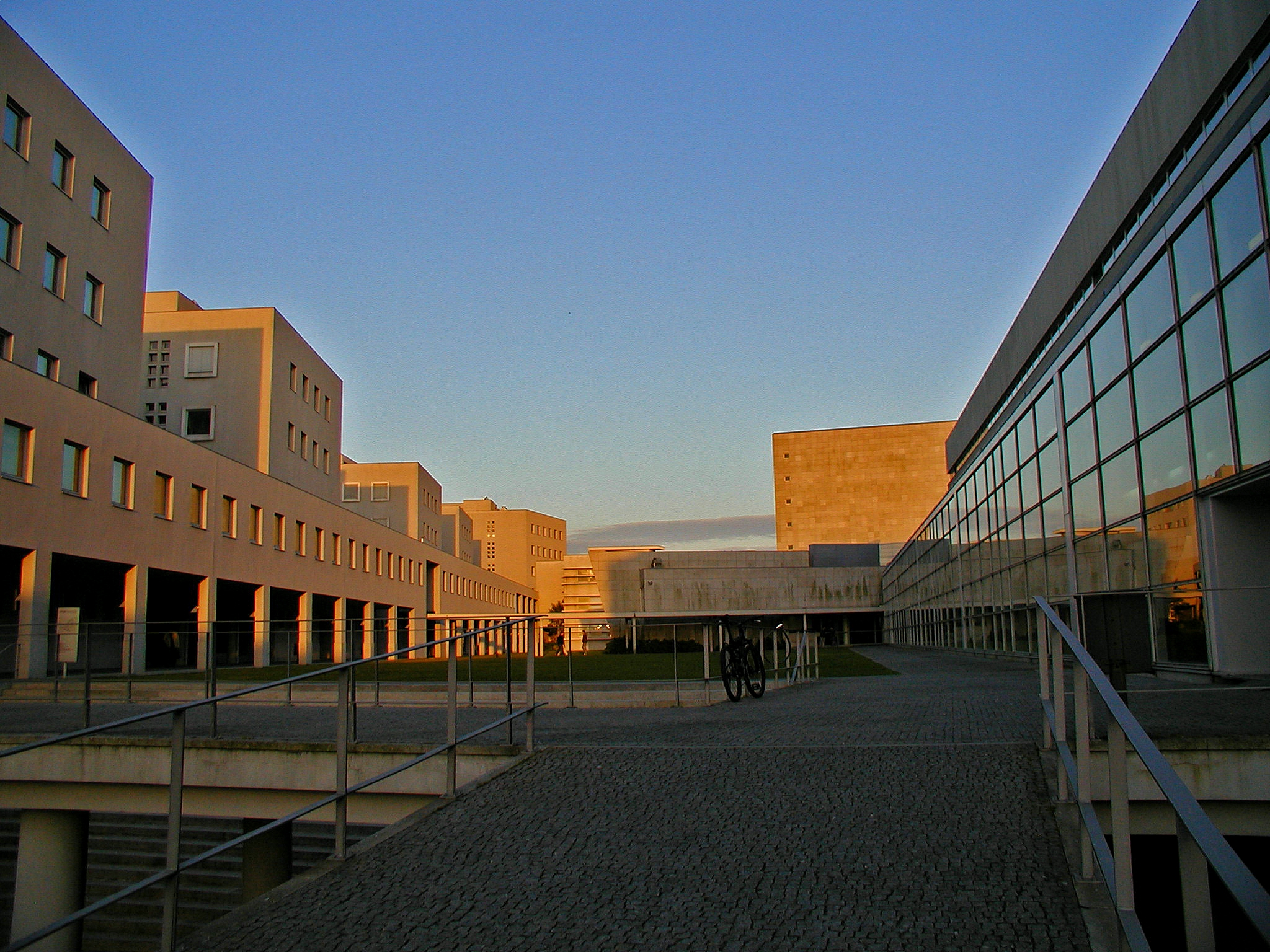
Faculdade de Engenharia da Universidade do Porto.

Em Portugal, o ensino do que é hoje a engenharia remonta à formação em artes mecânicas e em ciências físicas e matemáticas, realizadas desde a Idade Média. Destaca-se o ensino da construção naval, já com metodologias técnicas e científicas avançadas, que leva ao desenvolvimento de novos tipos de navios, permitindo as grandes explorações marítimas portuguesas.
O ensino da moderna engenharia começou a desenvolver-se na primeira metade do século XVII, com a necessidade de engenheiros militares em virtude da Guerra da Restauração. Para a formação dos mesmos, em 1647, o Rei D. João IV funda a Aula de Fortificação e Arquitetura Militar em Lisboa. Em 1699, o Rei D. Pedro II ordena a criação de aulas de fortificação em vários locais do Ultramar, como Angola e Brasil. Em 1707, a Aula de Fortificação e Arquitetura Militar é transformada na Academia Militar da Corte, sendo também criadas academias militares provinciais, a primeira das quais em Viana do Minho e, posteriormente, também em Elvas e Almeida. Em 1779, aquelas academias são extintas, ao mesmo tempo que é criada a Academia Real de Marinha, cujos estatutos prevêm a existência de uma escola de engenharia e fortificação, a qual seria frequentada pelos candidatos a engenheiros militares, depois da frequência do Curso Matemático dos Oficiais Engenheiros realizado na Academia de Marinha.
A referida escola de engenharia e fortificação só virá a ser criada pela Rainha D. Maria I, a 2 de janeiro de 1790, na forma da Academia Real de Fortificação, Artilharia e Desenho (ARFAD). Esta é considerada a primeira escola moderna de engenharia portuguesa e uma das primeiras do mundo. Na ARFAD era realizado um curso militar, que para os candidatos a oficiais engenheiros tinha a duração de quatro anos, incluindo as cadeiras de fortificação regular, de fortificação irregular, de arquitetura civil e de hidráulica, além de uma aula de desenho. A admissão no curso de oficiais engenheiros implicava a habilitação com os dois primeiros anos do curso matemático da Academia Real da Marinha ou, em alternativa, a habilitação com um curso preparatório na Faculdade de Matemática da Universidade de Coimbra.
Atualmente, o ensino da engenharia é realizado em universidades e institutos politécnicos, tanto públicos como privados. São oferecidas várias centenas de cursos de engenharia de 1º e de 2º ciclo. No entanto, apenas uma pequena percentagem destes está acreditada, pela Ordem dos Engenheiros ou pela Ordem dos Engenheiros Técnicos, dando aos seus diplomados um acesso automático às profissões, respetivamente, de engenheiro e de engenheiro técnico.